# Mem sofiet
De mem sofiet is een variant van de Hebreeuwse letter mem die wordt gebruikt als de mem aan het eind van een woord staat. De letter wordt uitgesproken als de letter m. De Hebreeuwse naam Sem, in de Bijbel de zoon van Noach, wordt aan het eind gespeld met een mem sofiet: שם (Hebreeuws wordt van rechts naar links geschreven).
De letters van het Hebreeuws alfabet worden ook gebruikt als cijfers. De mem sofiet is de Hebreeuwse zeshonderd.
א · ב · ג · ד · ה · ו · ז · ח · ט · י · כ · (ך) · ל · מ · (ם) · נ · (ן) · ס · ע · פ · (ף) · צ · (ץ) · ק · ר · ש · ת 

alef · beet · gimel · dalet · hee · waw · zajien · chet · tet · jod · kaf · -sofiet · lamed · mem · -sofiet · noen · -sofiet · samech · ajien · pee · -sofiet · tsaddie · -sofiet · koef · reesj · sjien · tav